# Бронштейн, Идел Ушерович
И́дел У́шерович Бронште́йн (англ. Idel Bronstein; 22 июня 1936, Вертюжаны, Бессарабия, Королевство Румыния — 6 марта 2019, Джермантаун, округ Монтгомери, Мэриленд, США) — советский, молдавский и американский математик, доктор физико-математических наук (1988), профессор.

## Биография
Идел Бронштейн родился в 1936 году в бессарабской еврейской земледельческой колонии Вертюжаны (ныне Флорештского района Молдовы). Его отец Ушер Иделович Бронштейн (1911—1941, репрессирован) был в 1930—1940 годах раввином Вертюжан. Мать, Сура Шмарьевна Бронштейн (1913—1953), приходилась сестрой кишинёвскому раввину И. Ш. Эпельбойму. После прихода Советской власти в Бессарабию в 1940 году вся семья (родители и двое детей) была выслана в Сибирь. Вернулся в Кишинёв с матерью и младшей сестрой в 1946 году (отец погиб на поселении).
Окончил Кишинёвский государственный университет (1958), работал учителем в селе Паланка Каларашского района. В 1960 году поступил в аспирантуру при Институте математики АН МССР. Защитил кандидатскую диссертацию в 1964 году под руководством профессора К. С. Сибирского, докторскую диссертацию «Расширения групп преобразований и неавтономные динамические системы» — в 1988 году. Работал в Институте математики АН МССР (теперь АН Республики Молдова), главный научный сотрудник отдела дифференциальных уравнений. Преподавал в Кишинёвском университете до своего отъезда в США в 1995 году. По состоянию на 2009 год — профессор отделения математики Университета штата Пенсильвания в Юниверсити-Парк.
Автор ряда работ в области дифференциальных уравнений, динамических систем, теории процессов управления (в частности линейных расширений, см. теорему Бронштейна-Черния, теоремы Бронштейна о дизъюнктности расширений минимальных топологических групп преобразований). Среди учеников И. У. Бронштейна — Александр Копанский.

## Монографии
- Минимальные группы преобразований. Институт математики с вычислительным центром, АН МССР: Кишинёв, 1969.
- Расширения минимальных групп преобразований. Институт математики с вычислительным центром АН МССР. Штиинца: Кишинёв, 1975. — 311 с.
- Extensions of Minimal Transformation Groups. Germantown, Мэриленд — Гаага: Sijthoff & Noordhoff, 1979, Нью-Йорк: Springer-Verlag, 1979, Провиденс: American Mathematical Society, 1988.
- Инвариантные многообразия слабо нелинейных расширений динамических систем (совместно с В. П. Бурдаевым). АН МССР: Кишинёв, 1983.
- Неавтономные динамические системы. Институт математики с вычислительным центром АН МССР. Штиинца: Кишинёв, 1984. — 288 с.
- Гладкие динамические системы. Топологическая динамика (совместно с Д. В. Аносовым). Динамические системы Том 1. ВИНИТИ: Москва, 1985.
- Ordinary Differential Equations and Smooth Dynamical Systems (совместно с Д. В. Аносовым, С. Х. Арансоном и В. З. Гринесом). Encyclopedia of Mathematical Sciences. Нью-Йорк: Springer, 1988, 1994, и 1997.
- Конечно гладкие полиномиальные нормальные формы (совместно с А. Я. Копанским). Институт математики и ВЦ МССР. Штиинца: Кишинёв, 1992.
- Инвариантные многообразия и нормальные формы (совместно с А. Я. Копанским). Штиинца: Кишинёв, 1992.
- Smooth Invariant Manifolds and Normal Forms (совместно с А. Я. Копанским). World Scientific series on nonlinear science. Vol. 7. Сингапур—Лондон—Риверэдж (Нью-Джерси): World Science Publishing, 1994.